# Ahrendsberg (Insel)
Ahrendsberg ist eine etwa 8,6 Hektar große, unbewohnte Insel nahe der Insel Poel im Breitling. Sie gehört zur Gemeinde Blowatz.
Die ungefähr 600 Meter lange und bis zu 220 Meter breite Insellandschaft wird dominiert von Salzgrünlandflächen mit Schwemmlandinseln und -ufern, die von Prielen durchsetzt sind. Die höher gelegenen Flächen sind meist sehr trocken und werden durch kargen Pflanzenwuchs, beispielsweise Trockenmagerrasen mit Dornensträuchern, gekennzeichnet. An der Südspitze gibt es einen kürzeren Kliffabschnitt.